# Vanessa horishanus
Vanessa horishanus är en fjärilsart som beskrevs av Nire 1917. Vanessa horishanus ingår i släktet Vanessa och familjen praktfjärilar. Inga underarter finns listade i Catalogue of Life.